# 马林柱

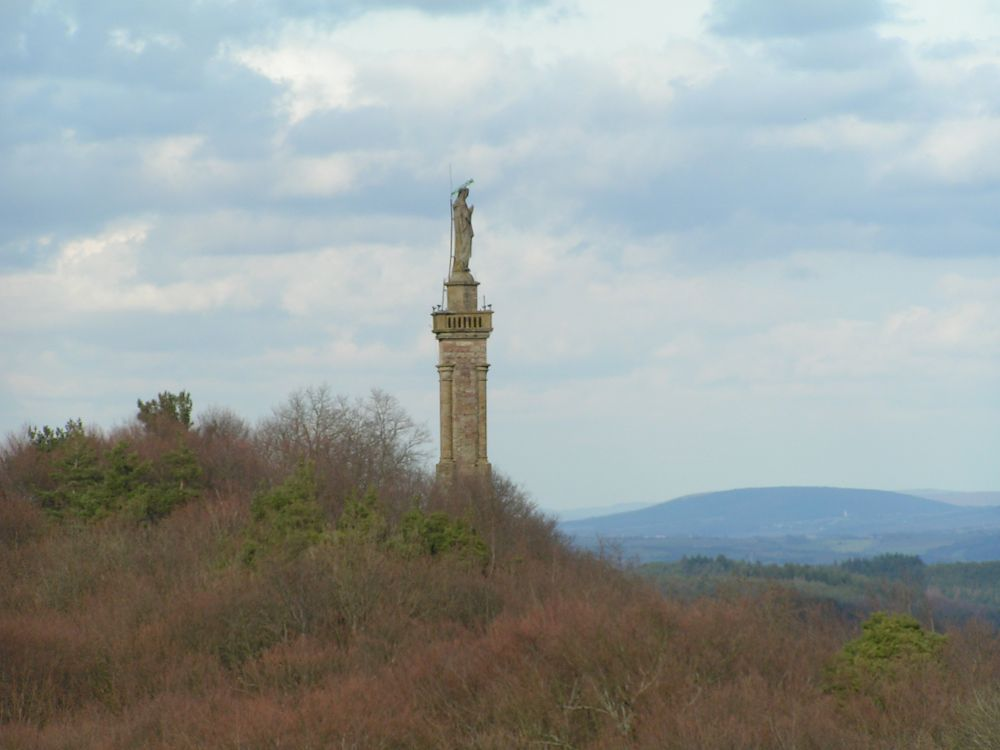

马林柱是德国特里尔一个圣母玛利亚的纪念柱。柱子加上基座总共高40米，坐落于摩泽尔河左岸相对高度300米的马库斯山（Markusberg）上位于West-Pallien区以外。马林柱因此成了特里尔最高的建筑。
马林柱是在19世纪天主教市民和普鲁士新教政府对峙的历史背景下建造的。2007年初年受特里尔主教教区的委托马林柱进行了整修，之后在同年9月14号，由大主教Reinhard Marx进行了祝福仪式。

## 历史
1854年，教皇庇护九世把圣母无原罪加入教条。在特里尔，这更增加了天主教市民与新教政府的对立。1815年，作为维也纳会议的结果之一，特里尔成为普鲁士的领地。大部分天主教市民拒绝普鲁士的统治。普鲁士政府把很多原先属于天主教市民的教堂分给只占很少部分的新教市民，招致了天主教市民的不满，他们强烈要求重新得到教堂。
最终，普鲁士国王腓特烈·威廉四世决定，天主教徒重新得到教堂，重新整修君士坦丁巴西利卡作为新教的教堂。按照他的旨意，君士坦丁巴西利卡被整修之后作为莱茵地区第二座主教教堂（科隆主教座堂为第一座）。君士坦丁巴西利卡原先为古罗马君士坦丁大帝而建造，在后世的岁月里它曾经成为选帝侯宫殿的一部分，成了特里尔天主教统治的标志。从1841年到1862年君士坦丁巴西利卡在建筑师Carl Schnitzler的指导下回复成了它原本的样子——一座高耸雄伟的大厅。从1856年起它供新教徒使用。
在这个背景之下天主教徒开始筹集资金，建一座德国境内最高的玛利亚纪念柱。建筑材料都由市民自己筹措。市民要在特里尔的最高点建一座很远都能看到的的柱子，于是他们选择了300米高的Markusberg山。马林柱的选址显然没有为朝圣者考虑，因为如果把柱子建在特里尔的Petrisberg山人们会更容易看到它。然而人们选择的地方却直接面对着城市，几乎正对着巴塞利卡。几乎从从建设的时候起马林柱就是对巴塞利卡改为新教教堂的一种回应。在第二次世界大战结束后开辟了从巴塞利卡到谷物市场（Kornmarkt）的康斯坦丁大街（Konstantinstraße），这使得马林柱在巴塞利卡教堂的前广场上更加清晰可见。